# Baumwoll-Seidenpflanze
Die Baumwoll-Seidenpflanze (Gomphocarpus fruticosus), im Deutschen auch als Schwanenpflanze oder, zusammen mit Gomphocarpus physocarpus, als Schwanen-Seidenpflanze und Ballonpflanze bezeichnet, ist eine Pflanzenart der Gattung Gomphocarpus aus der Unterfamilie der Seidenpflanzengewächse (Asclepiadoideae).

## Beschreibung

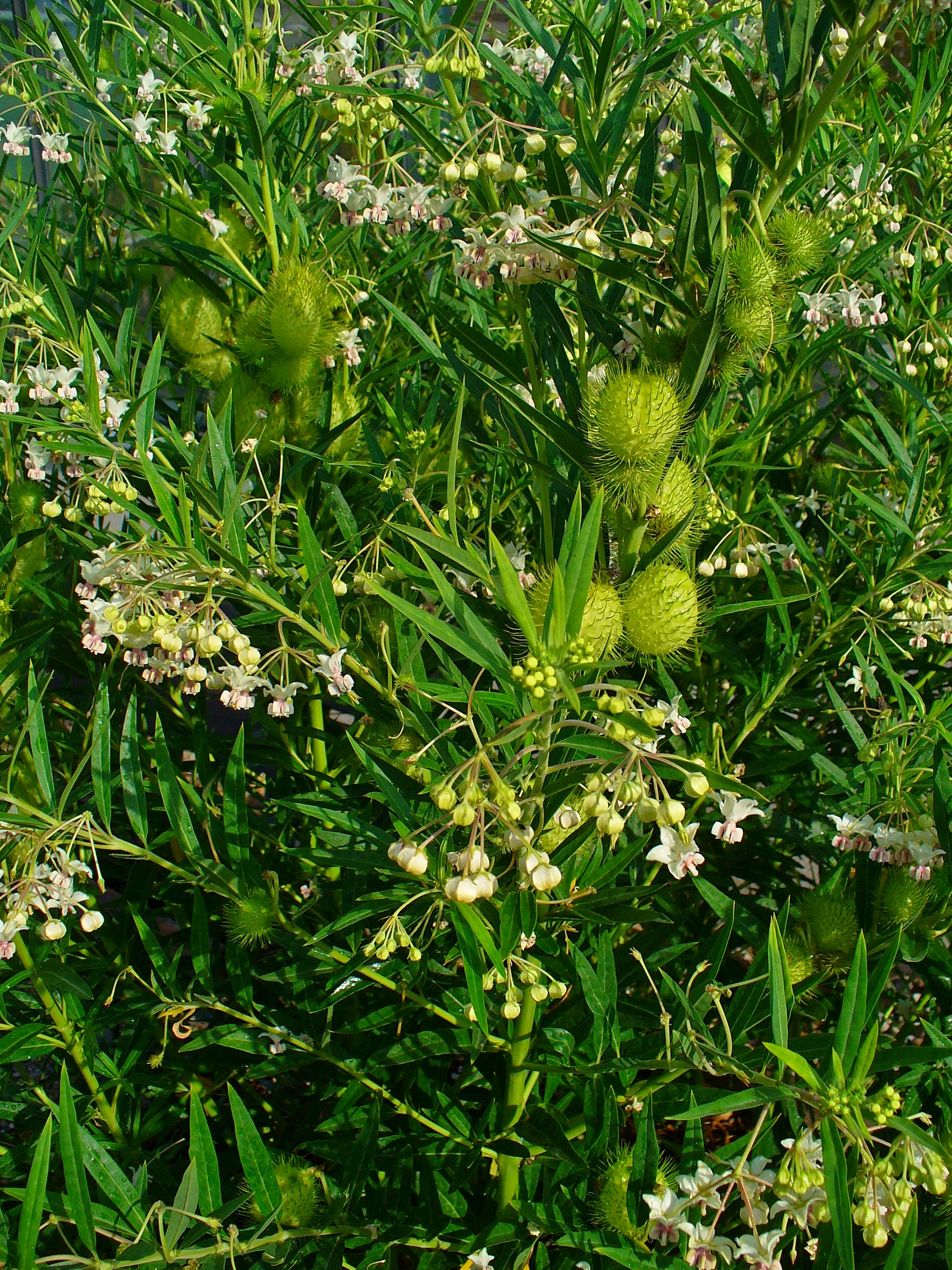
Pflanze mit Blüten und Früchten

### Erscheinungsbild und Blatt

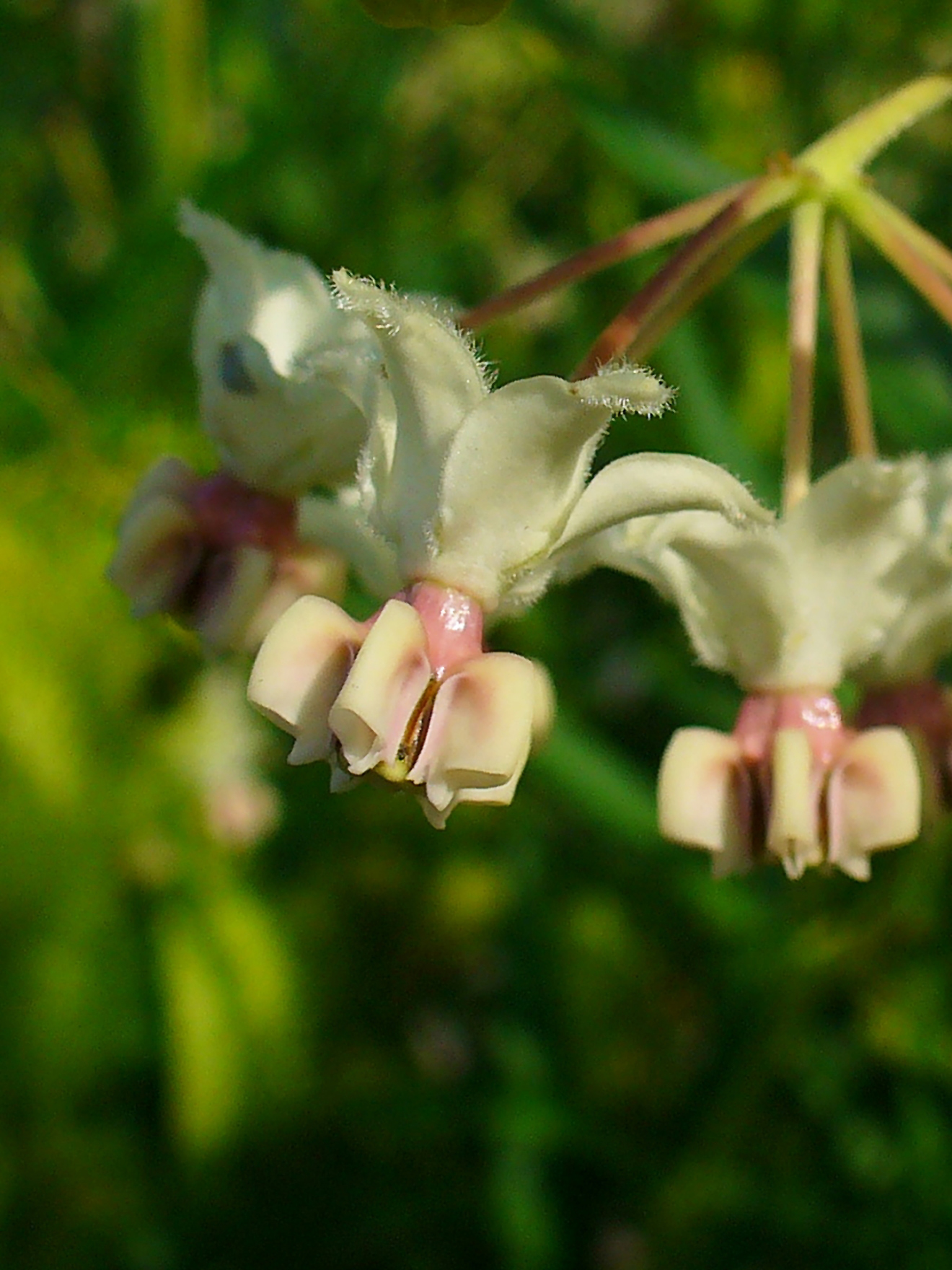
Etwas dunkler gefärbte Blüte

Die Baumwoll-Seidenpflanze ist ein am Grund verholzter Halbstrauch, der eine Wuchshöhe von meist 0,5 bis 1,5 Metern, ausnahmsweise auch bis 3 Meter erreicht. Es wird eine Pfahlwurzel gebildet. Die an der Basis stark verzweigten, aufrechten Stängel sind anfangs filzig behaart, später dicht flaumig behaart.
Die gegenständig angeordneten Laubblätter besitzen einen Blattstiel mit einer Länge von nur 1 bis 10 mm. Die flaumig behaarte Blattspreite ist (2,5 cm bis) 4 bis 12 cm lang und (0,2 bis) 0,3 bis 0,8 (bis 1,3) cm breit, linealisch bis linealisch-lanzettlich mit einem schmal bis breit keilförmigen Grund und einer spitzen bis zugespitzten Spitze. Die Mittelrippe läuft in eine Stachelspitze aus. Die Blattränder sind flach; im nördlichen Teil des Verbreitungsgebietes gibt es auch Populationen mit nach unten eingerollten Blatträndern. Die lederigen Blattspreiten sind mehr oder weniger dicht flaumig behaart mit weichen, weißen Haaren entlang der Mittelrippe und an den Blatträndern.

### Blütenstand und Blüte

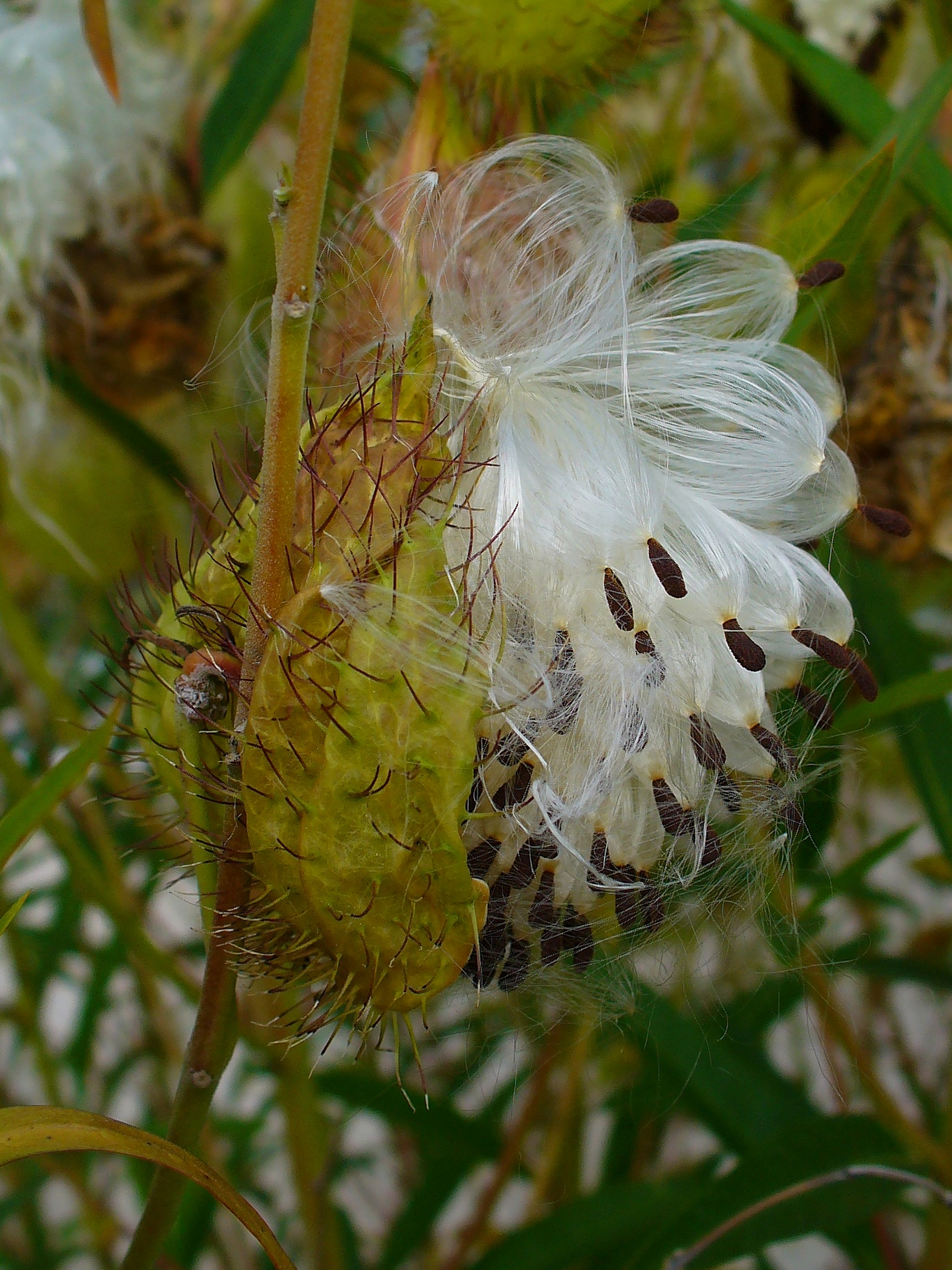
Aufgeplatzte Balgfrucht, die die „geschopften“ Samen freigibt

Der außerhalb der Blattachseln sitzende, nickende Blütenstand enthält vier bis sieben, selten auch bis zu zwölf Blüten. Der 1,5 bis 3, selten auch bis 4 cm lange Blütenstandsschaft ist flaumig behaart. Die fadenförmigen Tragblätter fallen früh ab. Die bis zu 2,5 cm langen Blütenstiele sind flaumig behaart.
Die zwittrige Blüte ist radiärsymmetrisch und fünfzählig. Die fünf 2 bis 5 mm langen und 0,6 bis 1,3 mm breiten, lanzettlichen oder dreieckigen, spitz zulaufenden Kelchblätter sind auf der Außenseite behaart. Die fünf zurückgebogenen Kronblätter sind auf der Außenseite kahl und auf der Innenseite fein papillös und oft mit feinen weißen Härchen entlang des rechten Randes besetzt. Die 5 bis 8 mm langen und 3 bis 5 mm breiten Kronzipfel sind eiförmig mit spitzlicher Spitze. Das Gynostegium steht auf einem etwa 1 bis 1,5 mm hohen Stiel. Die Nebenkronzipfel sind 2 bis 4 mm lang und 1,5 bis 3 mm breit, etwa so lang wie die Säule, seitlich zusammengedrückt und längsgefaltet und mehr oder weniger quadratisch oder rechteckig in der Seitenansicht. Ihr oberer Rand ist in ein Paar sichelförmiger „Zähne“ ausgezogen, die etwa parallel der oberen Ränder nach außen gebogen sind oder etwas stärker nach innen in die kappenförmige Höhlung hinein zeigen. In der Höhlung fehlt ein „Zahn“ oder Vorsprung. Die Flügel der Staubbeutel sind 1,5 bis 2 mm lang mit geraden, nicht gebogenen Rändern. Das braun gefärbte Corpusculum (Klemmkörper) ist 0,3 mm hoch, 0,1 bis 0,15 mm breit und fast zylindrisch. Die abgeflachten Caudiculae (Stielchen) sind 0,3 bis 0,4 mm lang und 0,1 mm dick. Die 1,2 bis 1,3 mm langen und 0,3 mm dicken, im Umriss länglichen oder verkehrt-lanzettlichen Pollinien sind stark abgeflacht. Die Narbe ist flach.

### Frucht und Samen
Die auf einem gedrehten Stiel aufrecht stehenden, mehr oder weniger stark aufgeblasenen Balgfrüchte sind 4 bis 7 cm lang bei einem Durchmesser von 1,5 bis 2,5 cm, eiförmig und laufen gegen die Spitze allmählich oder auch ziemlich abrupt in einen schnabelförmigen, Fortsatz aus. Ihre Oberfläche ist flaumig behaart; fadenförmige Fortsätze („weiche Stacheln“) sind vorhanden oder fehlen. Die Samen sind 3,5 bis 5 mm lang bei einer Breite von 2 mm, breit eiförmig mit einer konkaven und einer konvexen Seite. Auf der Außenseite sitzen warzenähnliche Vorsprünge. Der etwa 3 cm lange Haarschopf besteht aus feinen, weißen Haaren.

### Chromosomenzahl
Die Chromosomenzahl beträgt 2n = 22.

## Unterschiede zu ähnlichen Arten

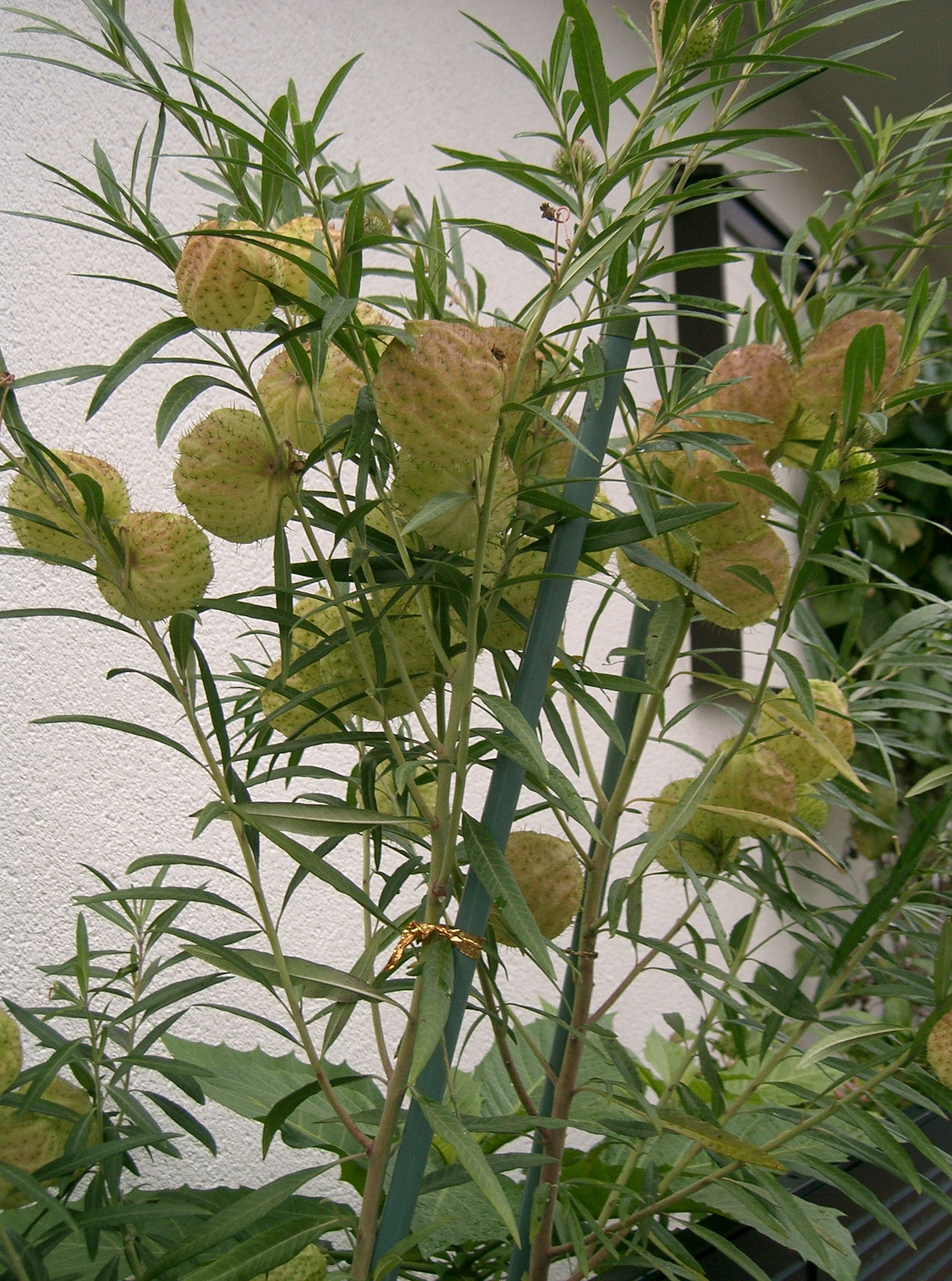
Gomphocarpus physocarpus

Die Baumwoll-Seidenpflanze (Gomphocarpus fruticosus) ist Gomphocarpus physocarpus sehr ähnlich, weshalb beide in der floristischen Praxis oft nur gemeinsam als „Ballonpflanze“ bezeichnet werden. Zu unterscheiden sind sie vor allem durch die eiförmigen Balgfrüchte, die bei Gomphocarpus fruticosus zu einem endständigen schnabelförmigen Fortsatz ausgezogen sind, der ihnen den Trivialnamen „Schwanenpflanze“ einbrachte, während die Früchte bei Gomphocarpus physocarpus eine rundliche Spitze ohne Fortsatz besitzen. Des Weiteren sind die Nebenkronzipfel bei der Baumwoll-Seidenpflanze länglich mit am oberen Rand gut entwickelten „Zähnen“, während die „Zähne“ bei Gomphocarpus physocarpus nur schwach ausgebildet sind und der obere Rand nach außen abfällt. Im Gesamthabitus schließlich ist die Baumwoll-Seidenpflanze schon an der Basis stärker verzweigt, während Gomphoceras physocarpus einen Hauptstamm aufweist, der sich erst weiter oben verzweigt.
Ebenfalls oft als „Ballonpflanze“ bezeichnet, jedoch nicht mit der hier vorgestellten Art verwandt ist die inzwischen auch im süddeutschen Raum angebaute Ballonrebe (Cardiospermum halicacabum).

## Synökologie

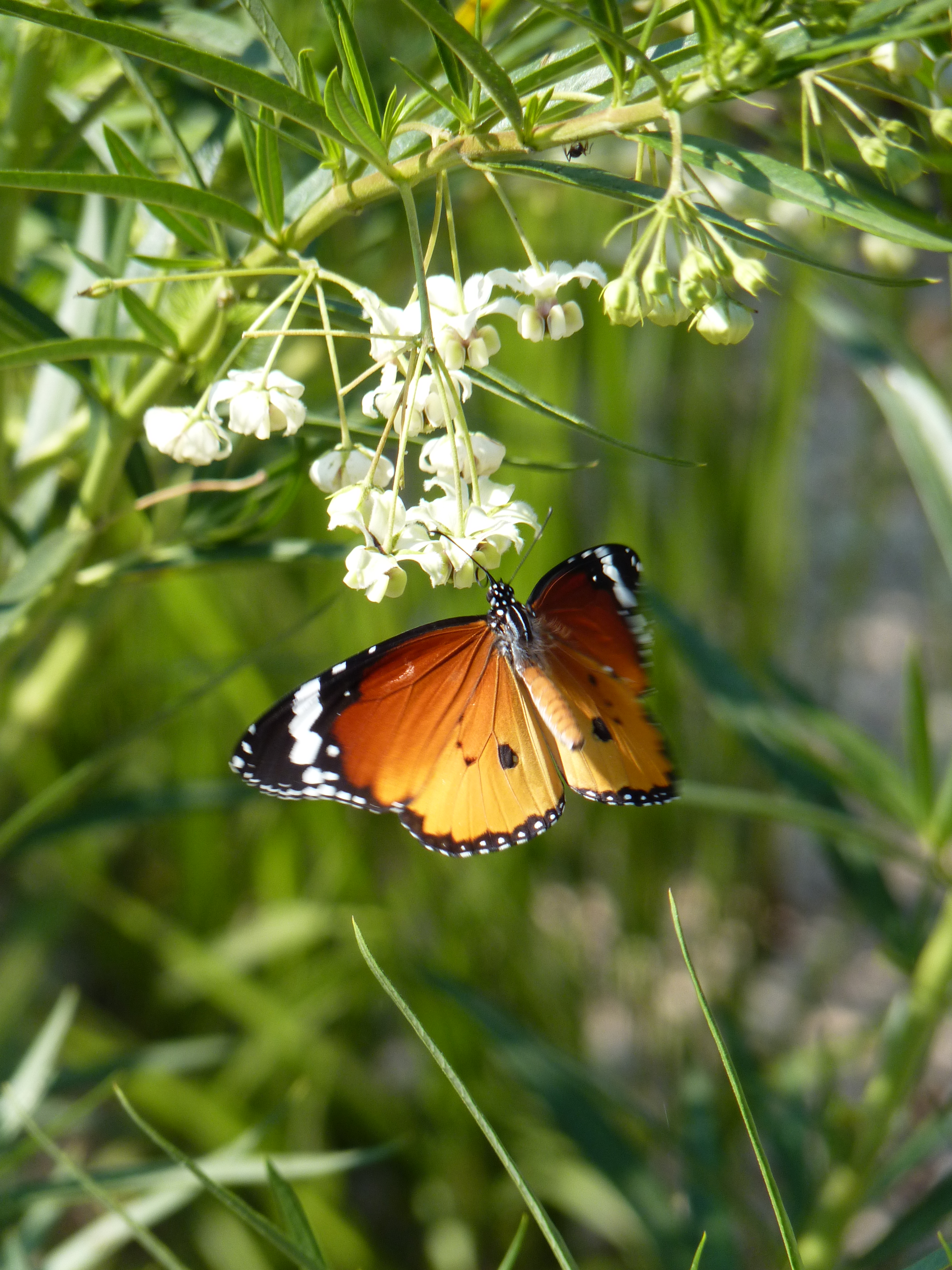
Gomphocarpus fruticosus mit dem Kleinen Monarch-Falter (Danaus chrysippus)

Gomphocarpus fruticosus ist in Afrika eine der Nahrungspflanzen für die Raupen des Kleinen Monarch-Falters (Danaus chrysippus aegyptius (Schreber)). In Australien, wo Gomphocarpus fruticosus inzwischen weit verbreitet ist, ist sie eine der Nahrungspflanzen des Monarchfalters (Danaus plexippus), der allerdings dort erst in den 1870er Jahren eingewandert ist. Auf den Azoren ist die nur an wenigen Standorten und in kleiner Zahl vorkommende Art die alleinige Nahrungspflanze für die Raupen des Monarchfalters. Im Mittelmeergebiet, z. B. auf den Balearen ist sie wiederum Nahrungspflanzen des Kleinen Monarch-Falters, der dadurch sein Verbreitungsgebiet deutlich nach Norden erweitern konnte. Noch ist allerdings umstritten, ob die seit 1999 gehäuften Beobachtungen des Kleinen Monarch-Falters auf den Balearen tatsächlich auf eine bodenständige Population hinweist, oder ob verstärkt Falter regelmäßig einwandern.

## Vorkommen
Die Baumwoll-Seidenpflanze kam ursprünglich vom südlichen Afrika, Ostafrika und auf der Arabischen Halbinsel vor. Sie wächst im Jemen in Höhenlagen von bis zu 2900 Meter. Sie kommt auf sandigen und steinigen Böden in von Menschen beeinflussten, offenen Lebensräumen, wie z. B. Straßensäumen, entlang Eisenbahntrassen, aber auch in den Überflutungsflächen temporär wasserführender Flüsse und an Flussufern vor.
Die Baumwoll-Seidenpflanze ist in den meisten Mittelmeerländern, in Australien und weltweit in Wärmegebieten mit geeigneten Habitaten eingebürgert.

## Systematik
Die Erstveröffentlichung dieser Art erfolgte 1753 durch Carl von Linné in Species Plantarum unter dem Basionym Asclepias fruticosa. Sie wurde 1811 durch William Townsend Aiton in die Gattung Gomphocarpus gestellt. Weitere Synonyme für Gomphocarpus fruticosus (L.) W.T.Aiton sind Asclepias angustifolia Schweigg., Asclepias crinita (G.Bertol.) N.E.Br., Asclepias glabra Mill., Gomphocarpus angustifolius (Schweigg.) Link, Gomphocarpus arachnoideus E.Fourn., Gomphocarpus cornutus Decne., Gomphocarpus crinitus G.Bertol.

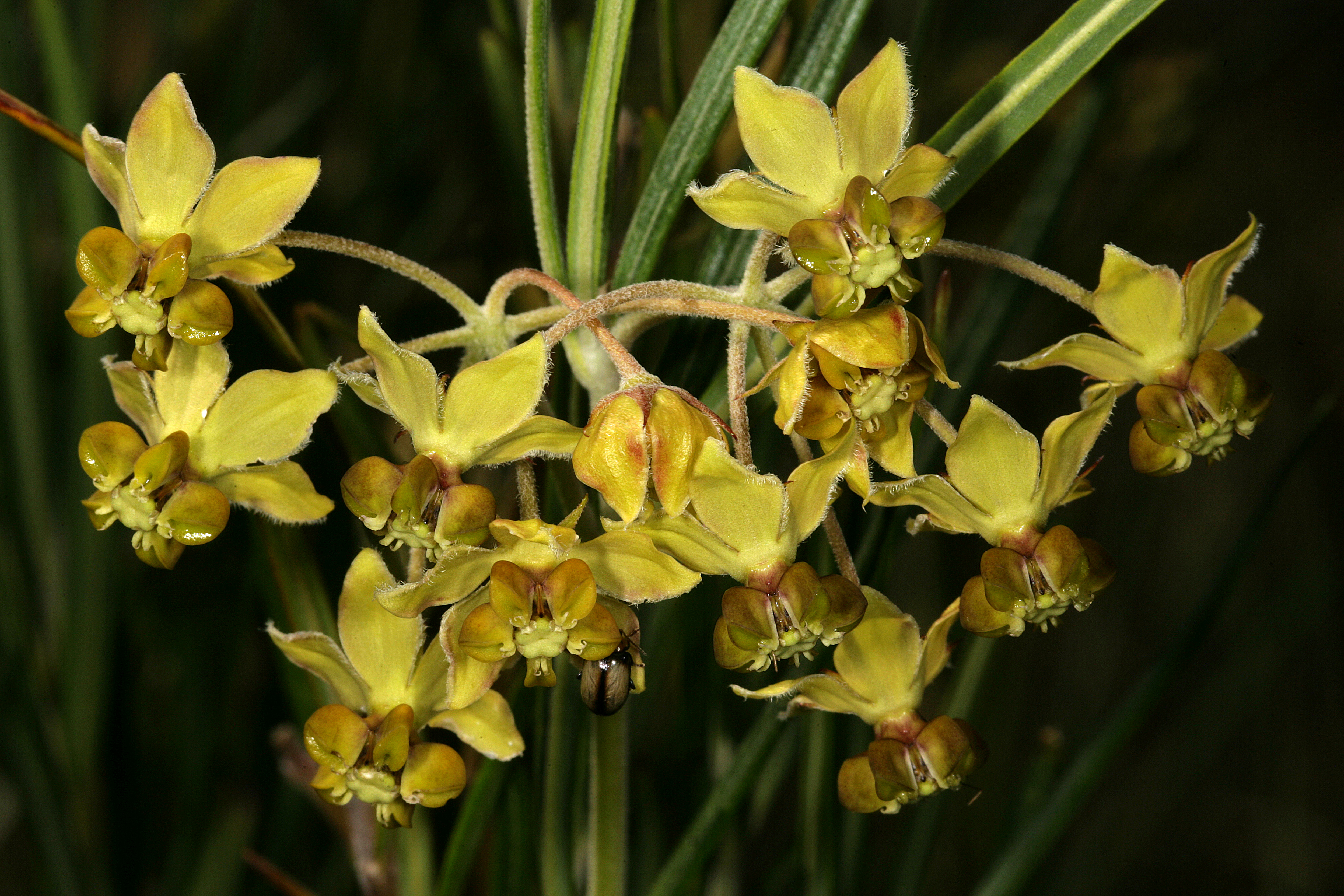
Gomphocarpus fruticosus subsp. decipiens

Derzeit werden von Gomphocarpus fruticosus fünf Unterarten unterschieden:
- Gomphocarpus fruticosus (L.) W.T.Aiton subsp. fruticosus: Die jungen Stängel sind annähernd kahl, die Früchte sind bedeckt mit fadenförmigen, bis 6 mm langen Fortsätzen, die Nebenkronzipfel sind höher als breit, cremefarben oder gelbgrün. Diese Unterart ist ursprünglich im südlichen Afrika beheimatet. Dies ist die als Neophyt verschleppte Unterart.
- Gomphocarpus fruticosus subsp. decipiens (N.E.Br.) Goyder & Nicholas: Die jungen Stängel sind mit einem weißen Filz überzogen, die Früchte sind bedeckt mit fadenförmigen, bis 6 mm langen Fortsätzen, die Nebenkronzipfel sind höher als breit, cremefarben oder gelbgrün. Diese Unterart kommt im südlichen Afrika vor.
- Gomphocarpus fruticosus subsp. flavidus (N.E.Br.) Goyder: Die Früchte sind bedeckt mit fadenförmigen Fortsätzen, diese sind kürzer als 5 mm lang, die Nebenkronzipfel sind so hoch wie breit, kastanienbraun oder schokoladenbraun. Diese Unterart kommt in Nordostafrika vor.
- Gomphocarpus fruticosus subsp. rostratus (N.E.Br.) Goyder & Nicholas: Die Früchte sind rundlich und am Ende in einen langen schnabelförmigen Fortsatz ausgezogen. Die fadenförmigen Fortsätze auch der Oberflächen fehlen gewöhnlich völlig.
- Gomphocarpus fruticosus subsp. setosus (Forssk.) Goyder & Nicholas: Die Früchte sind bedeckt mit fadenförmigen Fortsätzen, diese sind kürzer als 5 mm lang, die Nebenkronzipfel sind so hoch wie breit und dunkelgrün gefärbt. Diese Unterart kommt auf der Arabischen Halbinsel, in Somalia, Äthiopien und Eritrea vor.

## Wirtschaftliche und medizinische Bedeutung
Alle Pflanzenteile sind giftig. Die Pflanzenteile enthalten Herzglykoside. In China wird Gomphocarpus fruticosus deshalb für medizinische Zwecke kultiviert. Der Sud wird bei Magenbeschwerden eingesetzt. Die Blätter wurden früher auch gegen Tuberkulose angewendet. 
In der Homöopathie wird sie als Mittel gegen Heuschnupfen betrachtet.
Die „Seide“ der Samen wird zum Stopfen von Kissen verwendet und ist ähnlich wie Kapok. Um 1900 gab es auch Versuche, die „Seide“ der Samen zu verspinnen; die Fasern erwiesen sich jedoch als zu kurz und zu brüchig für diesen Zweck.

## Belege